# Damian Bryl
Damian Bryl (Jarocin, 10 febbraio 1969) è un vescovo cattolico polacco, dal 25 gennaio 2021 vescovo di Kalisz.

## Biografia
Damian Bryl è nato a Jarocin il 10 febbraio 1969 da Jan e Dorota (nata Zawodna).

### Formazione e ministero sacerdotale
Ha frequentato la scuola comunale collettiva di Jaraczewo e la scuola secondaria di Jarocin dove nel 1988 ha superato l'esame di maturità.
Ha compiuto gli studi per il sacerdozio presso il seminario arcivescovile di Poznań.
Il 26 maggio 1994 è stato ordinato presbitero per l'arcidiocesi di Poznań da monsignor Jerzy Stroba. In seguito è stato vicario parrocchiale della parrocchia del Sacro Cuore di Gesù a Środa Wielkopolska dal 1994 al 1996. Nel 1995 ha conseguito la licenza in teologia presso la Pontificia Facoltà di Teologia di Poznań. L'anno successivo è stato inviato in Spagna per studi. Nel giugno del 1999 ha ottenuto il dottorato in scienze teologiche presso l'Università di Navarra a Pamplona con una tesi intitolata «Indole secularis» duchowości ludzi świeckich w nauczaniu Jana Pawła II (1978–1999) ("Indole secularis" sulla spiritualità dei laici nell'insegnamento di Giovanni Paolo II (1978-1999)).
Tornato in patria è stato confessore e direttore spirituale degli alunni del seminario arcivescovile di Poznań dal 1999 all'agosto del 2001; vice-direttore della rivista mensile Katecheta dal 1999 al 2000; collaboratore pastorale della parrocchia del Corpus Domini a Poznań dal 1999 al 2001; caporedattore di Katecheta dal 2000 al 2006; padre spirituale del seminario arcivescovile di Poznań dall'agosto del 2001 al 2013; professore associato presso la Facoltà di teologia dell'Università Adam Mickiewicz di Poznań dal 2006 al 2010; vicepresidente dell'Associazione nazionale dei direttori spirituali dei seminari ed istituti di formazione polacchi dal 2009 al 2011 e presidente della stessa dal 2011 al 2013.
È stato anche membro del consiglio per la formazione sacerdotale e del consiglio pastorale arcidiocesano. Il 20 ottobre 2010 è stato nominato canonico onorario de numero del capitolo metropolitano di Poznań. È stato anche direttore della rivista Teologia i Moralnej.

### Ministero episcopale

Stemma di monsignor Bryl come vescovo ausiliare di Poznań.

Il 13 luglio 2013 papa Francesco lo ha nominato vescovo ausiliare di Poznań e titolare di Suliana. Ha ricevuto l'ordinazione episcopale l'8 settembre successivo nella cattedrale dei Santi Pietro e Paolo a Poznań dall'arcivescovo metropolita di Poznań Stanisław Gądecki, co-consacranti l'arcivescovo Celestino Migliore, nunzio apostolico in Polonia, e il vescovo ausiliare di Poznań Zdzisław Fortuniak. Come motto ha scelto l'espressione "Caritas Christi urget nos", tratta dal versetto 5,14 della Seconda lettera ai Corinzi. Ha prestato servizio come vicario generale.
Nel febbraio del 2014 ha compiuto la visita ad limina.
Il 25 gennaio 2021 lo stesso pontefice lo ha nominato vescovo di Kalisz. Ha presso possesso della diocesi l'11 febbraio successivo. È entrato solennemente nella cattedrale di San Nicola a Kalisz il 27 marzo  e nella concattedrale di San Stanislao a Ostrów Wielkopolski il 27 giugno.
In seno alla Conferenza episcopale polacca è membro eletto del consiglio permanente dal 2020; membro della commissione per il clero; membro della commissione per l'educazione cattolica e membro del consiglio per la famiglia. In precedenza è stato membro del comitato nazionale organizzatore della celebrazione del 1050º anniversario del Battesimo della Polonia nel 2016.

## Genealogia episcopale
La genealogia episcopale è:
- Cardinale Scipione Rebiba
- Cardinale Giulio Antonio Santori
- Cardinale Girolamo Bernerio, O.P.
- Vescovo Claudio Rangoni
- Arcivescovo Wawrzyniec Gembicki
- Arcivescovo Jan Wężyk
- Vescovo Piotr Gembicki
- Vescovo Jan Gembicki
- Vescovo Bonawentura Madaliński
- Vescovo Jan Małachowski
- Arcivescovo Stanisław Szembek
- Vescovo Felicjan Konstanty Szaniawski
- Vescovo Andrzej Stanisław Załuski
- Arcivescovo Adam Ignacy Komorowski
- Arcivescovo Władysław Aleksander Łubieński
- Vescovo Andrzej Stanisław Młodziejowski
- Arcivescovo Kasper Kazimierz Cieciszowski
- Vescovo Franciszek Borgiasz Mackiewicz
- Vescovo Michał Piwnicki
- Arcivescovo Ignacy Ludwik Pawłowski
- Arcivescovo Kazimierz Roch Dmochowski
- Arcivescovo Wacław Żyliński
- Vescovo Aleksander Kazimierz Bereśniewicz
- Arcivescovo Szymon Marcin Kozłowski
- Vescovo Mečislovas Leonardas Paliulionis
- Arcivescovo Bolesław Hieronim Kłopotowski
- Arcivescovo Jerzy Józef Elizeusz Szembek
- Vescovo Stanisław Kazimierz Zdzitowiecki
- Cardinale Aleksander Kakowski
- Cardinale August Hlond, S.D.B.
- Cardinale Stefan Wyszyński
- Cardinale Józef Glemp
- Arcivescovo Stanisław Gądecki
- Vescovo Damian Bryl